# Дървесни кенгурута
Дървесните кенгурута, още дендролаго (Dendrolagus) са род торбести бозайници от семейство Кенгурови (Macropodidae). Представителите са предимно планински видове обитаващи остров Нова Гвинея, прилежащи острови и североизточна Австралия.

## Разпространение
Само два вида обитават североизточна Австралия, Куинсланд. Останалите видове са от остров Нова Гвинея и прилежащи към него по-малки острови. Обитават влажни тропически гори на височина от 1000 до 3300 m, като по-голямата част от живота си прекарват по дърветата.

## Морфологични особености
За разлика от своите близки братовчеди, кенгурутата, които водят наземен начин на живот предните и задните крайници при дървесните са приблизително с еднаква дължина. Предните крайници се отличават със значителна здравина, която се дължи на придържането на животното при катерене. Липсва ясно изразен полов диморфизъм. При всички представители на рода дължината на тялото варира в границите на 41 – 77 cm, на опашката – 40 – 87 cm, а теглото на възрастните екземпляри достига до 14,5 kg. Крайниците са снабдени със здрави нокти, които да ги придържат към ствола, ушите са закръглени, муцунката е сравнително къса, а опашката е доста дълга като с нея балансират при придвижване. Космената покривка е гъста с еднаква дължина на косъма, копринена при допир, на гърба е черна, кафява или сива, а на корема е бяла, жълта или рижа.

## Поведение
Дървесните кенгурута са отлични катерачи като заедно с това могат да подскачат от дърво на дърво на разстояние до 3 метра. Освен това могат да скачат на земята от височина до 18 метра. Представителите са нощни животни, които денем прекарват до 15 часа в сън по дърветата. Активизират се нощем като слизат на земята в търсене на храна, но най-често се хранят с листа по клоните на дърветата. На земята са по-мудни и се придвижват на малки подскоци. Обикновено живеят сами или в малки групи представен от мъжки и женска с няколко техни малки. Силно териториални животни са.

## Хранене
Дървесните кенгурута са растителноядни като в диетата им преобладават листа на дървета. Освен това консумират и плодове, цветове,нектар, зърна, кора, Нерядко в диетата им попадат и яйца и малки птици.

## Размножаване
Сравнително малко се знае за размножаването на видовете от рода. Бременността продължава около 32 дни като малкото се ражда изключително недоразвито и с малки размери. Въпреки това се придвижва успешно към торбата, където остава да суче до 10 месеца. Напускат торбата на около година, но остават със своята майка още около 6 месеца. Продължителността на живота им е около 14 години, а в плен до 20.

## Класификация
- Род Dendrolagus: Дървесни кенгурута
  - Dendrolagus inustus, Сиво дървесно кенгуру
  - Dendrolagus lumholtzi, Дървесно кенгуру на Лумхолц
  - Dendrolagus bennettianus, Дървесно кенгуру на Бенет
  - Dendrolagus ursinus, Дървесно кенгуру на Вогелкоп, Белогушо дървесно кенгуру
  - Dendrolagus matschiei, Дървесно кенгуру на Матши
  - Dendrolagus dorianus, Едноцветно тъмнокафяво дървесно кенгуру
  - Dendrolagus goodfellowi, Дървесно кенгуру на Гудфелоу
  - Dendrolagus spadix
  - Dendrolagus pulcherrimus, Златногърбо дървесно кенгуру
  - Dendrolagus stellarum, Дървесно кенгуру на Сери
  - Dendrolagus mbaiso,
  - Dendrolagus scottae,

## Природозащитен статут
Основните заплахи за всички видове е изсичането на горите, които обитават. Подвидът на едноцветното тъмнокафяво дървесно кенгуру – Dendrolagus dorianus mayri е класифициран като критично застрашен и наброява едва около 50 индивида. Близко до това състояние е и вида Dendrolagus mbaiso. За около тридесет години популацията му намалява с 80%.